# Бури-Боко
Бури-Боко (? — 1197) — знатный нойон из рода кият-борджигин, живший во второй половине XII века. Был сыном Хутухту-Мангура, одного из семи сыновей первого всемонгольского хана Хабула, и приходился двоюродным дядей Чингисхану.
Несмотря на своё происхождение от кият-борджигинов, Бури-Боко, по всей видимости, выступал союзником родственного им племени джуркинов. Согласно «Сокровенному сказанию монголов», Бури-Боко также слыл отменным силачом и мог повалить противника, действуя «только одною рукою и одной ногой».
С именем Бури-Боко связан конфликт, произошедший между Чингисханом и джуркинским предводителем Сача-беки. Около 1196 года на пиру, проведённому по случаю присоединения к улусу Чингисхана племён урутов и мангутов, некий хатагинец (по «Алтан Тобчи» — женщина из джуркинов) из свиты джуркинов попытался украсть упряжь (по другой версии — лошадь), принадлежавшую Борджигинам. Младший брат Чингиса, Бельгутей, отвечавший на время пира за ханских лошадей, поймал вора, однако за того вступился Бури-Боко. Между мужчинами завязалась драка, в ходе которой Бури ранил Бельгутея мечом. Узнав о случившемся, Чингисхан попытался помочь Бельгутею, однако тот поспешил успокоить брата, уверяя, что его рана несерьёзна. Несмотря на уговоры Бельгутея, Чингисхан приказал отомстить джуркинам; похватав дубины и мутовки, обе стороны стали избивать друг друга. Хотя джуркины, потерпев в этой потасовке поражение, вскоре запросили мира, он оказался недолгим: сначала джуркины не откликнулись на просьбу Чингисхана помочь в походе против татар, а потом и вовсе напали на ставку Чингиса в его отсутствие, убив нескольких человек; тогда разъярённый хан организовал карательный поход на джуркинов, в ходе которого племя было окончательно усмирено, а Сача-беки — казнён.
Что касается самого Бури-Боко, то для него Чингисхан вскоре после похода назначил борьбу с Бельгутеем. Притворяясь, будто бы он не в силах одолеть противника, Бури-Боко упал, и тогда Бельгутей, оседлав последнего, по условному знаку Чингиса переломил Бури позвочник. Умирая, Бури-Боко сказал Чингисхану следующие слова:

«Нет, не Бельгутай меня победил! Я боялся ханского гнева, я нарочно, в шутку упал, и вот поплатился за это жизнью».— «Сокровенное сказание монголов»

## В культуре
Бури-Боко стал персонажем романа И. С. Калашникова «Жестокий век» (1978).